# Emil Wilde
Heinrich Emil Wilde (23 de enero de 1793, Kwidzyn; 16 de mayo de 1859, Berlín) fue un historiador alemán de ciencia que escribió sobre la historia de la óptica. Fue profesor de matemáticas en un instituto en Berlín.
Wilde estudió en un colegio de Königsberg y estudió, desde 1809, bajo la enseñanza de Johann Friedrich Herbart en la Universidad de Königsberg, donde también obtuvo su doctorado. Participó en la campaña de 1813 y 1815 contra Napoleón y ascendió a subteniente, convirtiéndose en director en el Colegio de las Hermanas de María en Danzig en 1814 y en director de instituto en Stargard en 1816, trabajando en el Gymnasium zum Grauen Kloster desde 1821, desde 1823 como profesor. Enseñó matemáticas, física, química y latín hasta el nivel intermedio.
Publicó su primer tratado sobre la óptica en antiguo griego en el programa de Pascua en su instituto en 1832. Su Historia de la óptica (Geschichte der Optik) publicada en 1838 es una obra de referencia.

## Textos
- Handbuch der analytischen Trigonometrie, Berlin 1825
- Geometrie für höhere Schul- und Gymnasialclassen, Berlin 1829
- Geschichte der Optik. Vom Ursprunge dieser Wissenschaft bis auf die gegenwärtige Zeit, 2 Bände, Berlin, 1838, 1843

## Literatura
- Eintrag in Carl Eduard Brauns, Friedrich Adolph August Theobald (Hrsg.) Statistisches Handbuch der deutschen Gymnasien für das Jahr 1836, Kassel 1837
- Eintrag in Adolph Carl Peter Callisen Medicinisches Schriftsteller-Lexicon, Kopenhagen 1835